# Parafia Ducha Świętego w Ćmiłowie
Parafia Ducha Świętego w Ćmiłowie – parafia rzymskokatolicka położona na terenie gminy Głusk w województwie lubelskim.

## Historia
7 lutego 1987 roku bp Bolesław Pylak utworzył w Ćmiłowie samodzielny ośrodek duszpasterski. W dniu 22 maja 1991 roku erygowano parafię. Pierwszym jej proboszczem i budowniczym kościoła został ks. Józef Ciesielczuk. Obecnie liczba wiernych w parafii wynosi 2912 osób.